# Hermes DVS in het seizoen 1964/65
Het seizoen 1964/1965 was het 11e jaar in het bestaan van de Schiedamse betaaldvoetbalclub Hermes DVS. De club kwam uit in de Tweede divisie B en eindigde daarin op de 10e plaats. Tevens deed de club mee aan het toernooi om de KNVB beker, hierin werd de club in de eerste ronde uitgeschakeld door DHC (2–1).

## Wedstrijdstatistieken

### Tweede divisie B
|       | Baronie | BVV   | D.F.C. | Fortuna | 't Gooi | Helmondia '55 | HVC   | Limburgia | LONGA | NOAD  | Roda JC | SVV   | Wilhelmina | Xerxes |
| ----- | ------- | ----- | ------ | ------- | ------- | ------------- | ----- | --------- | ----- | ----- | ------- | ----- | ---------- | ------ |
| Thuis | 1 – 1   | 3 – 1 | 1 – 2  | 2 – 0   | 0 – 1   | 0 – 2         | 3 – 1 | 4 – 1     | 3 – 2 | 0 – 1 | 1 – 0   | 0 – 3 | 2 – 4      | 0 – 2  |
| Uit   | 2 – 4   | 2 – 1 | 1 – 1  | 1 – 0   | 1 – 1   | 3 – 2         | 1 – 2 | 2 – 1     | 2 – 2 | 1 – 0 | 3 – 0   | 2 – 1 | 1 – 3      | 3 – 3  |

### KNVB beker
| 1e ronde                                  | DHC                          | 2 – 1 (1 – 0) | Hermes DVS          |
| 4 oktober 1964 Plaats: Delft Brasserskade | Eddy Blok 25' Henny Gouw 52' |               | 57' Piet van Mullem |

## Statistieken Hermes DVS 1964/1965

### Eindstand Hermes DVS in de Nederlandse Tweede divisie B 1964 / 1965
| Stand | Gespeeld | Gewonnen | Gelijk | Verloren | Punten | Doelpunten voor | Doelpunten tegen |
| ----- | -------- | -------- | ------ | -------- | ------ | --------------- | ---------------- |
| 10e   | 28       | 9        | 5      | 14       | 23     | 41              | 46               |

### Topscorers
| #      | Naam                | Goal |
| ------ | ------------------- | ---- |
| 1.     | Piet van der Burg   | 13   |
| 2.     | Tonny van Ede       | 8    |
| 3.     | Henk de Blok        | 5    |
| 4.     | Piet van Mullem     | 4    |
| 5.     | Jaap van de Griend  | 3    |
| 5.     | Wim Kerklaan        | 3    |
| 7.     | Gerard Slavenburg   | 2    |
| 8.     | Gerard Flaes        | 1    |
| 8.     | Joop van der Kooij  | 1    |
| 8.     | Harry van der Vaart | 1    |
| Totaal | Totaal              | 41   |

| #      | Naam            | Goal |
| ------ | --------------- | ---- |
| 1.     | Piet van Mullem | 1    |
| Totaal | Totaal          | 1    |